# Célestine Galli-Marié
Célestine Galli-Marié (15. března 1837, Paříž – 21. září 1905, Vence) byla francouzská mezzosopranistka a první představitelka Carmen ve stejnojmenné opeře Georgese Bizeta.

## Angažmá
Poprvé vystoupila roku 1859 ve Štrasburku. Dále působila v Lisabonu a Rouenu a na dalších evropských operních scénách. Ambroise Thomas si ji vybral jako první představitelku titulní role své opery Mignon. Byla oblíbenou pěvkyní Jacquese Offenbacha; ztvárnila mj. roli Pátka v opeře Robinson Crusoé a hlavní ženskou roli v jeho díle Fantasio.
- 1862 až 1885 – Opéra comique v Paříži
- 1886 – Her Majesty’s Opera Londýn

Naposledy vystoupila roku 1890 na koncertě uspořádaném na počest Georgese Bizeta.